# ソウル特別市議会
ソウル特別市議会（ソウルとくべつしぎかい、朝: 서울특별시의회）は大韓民国の首都ソウル特別市の地方議会。

## 概要
韓国における地方議会選挙自体は、朝鮮戦争最中の1952年5月10日に初めて行われたが（詳細）、ソウル特別市では選挙が実施できず、休戦後の1956年8月10日に初めて市議会議員選挙が行われた。しかし、2回目の選挙（1960年12月）が行われた翌年の1961年5月に発生した軍事クーデター（5・16軍事クーデター）で発足した軍事政権（国家再建最高会議）の布告4号により、地方自治が停止され市議会は解散させられた。その後、1987年に民主化が実現したことで地方自治が復活、1991年6月に行われた市議会議員選挙後の同年7月、30年ぶりにソウル市議会が復活した。
以後、4年毎に選挙が行われている（ただし1995年選挙は特例で議員任期3年）。なお市議会庁舎は、1975年まで国会議事堂として使用されていた旧京城府民館（1935年竣工）の建物を使用している。
市議会は定数112であり、うち101議席が単純小選挙区制、11議席が比例代表制である。議会は定例会と臨時会があり、年次で日数を150日以内と定められている。ただし議会延長には本会議での同意が必要。
1次定例会は、6月20日に、2次定例会は、11月10日に召集される。